# Георгије Амартол
Георгије Амартол (јез-гр. Γεώργιος Ἁμαρτωλός, око 865.) је био византијски монах, писац и хроничар из Цариграда.  Живео је у време цара Михаила III  (842-867). "Амартол" није било део његовог имена, већ епитет који сам себи даје у наслову свога дела: "Kратка хроника од различитих хроничара и интерпретатора, које је сакупио и распоредио Георгије, грешник (ὐπο Γεώργιου ἁμαρτωλόυ)".
Георгијева Kратка хроника је спис са чисто монашком нотом, полемички када је реч о иконоборству, ангажован кад год се треба показати као теолог. Извори су му Теофан Исповедник, Јован Малала, разна теолошка и црквеноисторијска дела, као и Бревијаријум Нићифора I. Од ове хронике поћи ће многа каснија хронографска дела у Византији, а она ће, преведена на старословенски између 945. и 960. године, пружити Словенима прва озбиљнија историјска сазнања мимо Библије. Један од наставака је тзв. Георгиос Континуатус, а у облику у коме нам је сачуван, овај наставак је сачињен за време цара Нићифора II Фоке (963–969): аутор тог наставка посебно истиче историју ратова, природне догађаје и породичне прилике владара. Ова редакција је уједно и завршни део хроника познатих под именом Симеона Логотета, Лава Граматика, односно Теодосија Мелитена. Друга редакција садржи од речи до речи преузете уметке из дела Генесија или из његових извора. Њу је користио Теофанов настављач.
Kратка хроника састоји се од четири књиге. Прва обрађује световну историју од Адама и Еве до Александра Великог, друга историју коју покрива Стари завет, трећа римску историју од Јулија Цезара до Kонстантина Великог, а четврта период до пишчева доба, закључно са смрћу цара Теофила (842), чија је удовица Теодора те године поново успоставила поштовање икона. Ова је хроника једнини оригинални савремени извор за период од 813. до 842. године, па је стога веома значајна. Kао што је обично случај са средњовековним хроникама, једини део који има какву-такву вредност као историјски извор јесте преглед догађаја из времена самога писца. Остатак хронике је занимљив углавном као пример византијских идеја о различитим темама те као пример питања која су интересовала византијске монахе.
Георгије у уводу описује своје идеале и начела. Употребио је античке и савремене грчке изворе, те се трудио да опише оне догађаје које је сматрао корисним и потребним, строго се држећи истине и не покушавајући да се додвори читаоцу извештаченим писањем или претензијама на књижевни стил. Он је, дакле, од огромног историјског материјала обрадио само оно што је сматрао корисним и неопходним, па стога дело садржи бројна побожна размишљања и теолошке екскурсе. Георгије пише о томе како су измишљени идоли, како је настало монаштво, религија Сарацена, а нарочито о иконоклазму који се потом окончао. Kао и сви монаси, и Георгије је против иконокласта. Агресиван тон којим пише о иконокластима показује колико је још свежа та борба свежа у сећању људи. Дугачки екскурси посвећени су великим црквеним оцима.
Прва књига обрађује веома разнолике особе — Адама, Нимрода, Персијанце, Халдејце, Брахмане, Амазонке итд. И у другој књизи, премда каже да ће се ту бавити само библијском историјом, Георгије има доста да каже и о Платону и уопште о античким филозофима. Георгијева се хроника завршава са 842. годином, али су је наставили многи други писци, међу којима је најзначајнији Симеон Логотет, који је можда идентичан са Симеоном Метафрастом, аутором једног хагиографског зборника из 10. века. Најдужи наставак допире све до 948. године. У овим наставцима религијска су питања потиснута у позадину, а у први план избија политичка историја. Постоје и наставци који иду до 1143. године, али они немају велике вредности.
Упркос Георгијевим неуглађеним погледима и одбојности према иконокластима, његово је дело веома значајно за историју њему савременог доба. Дело је било убрзо преведено на словенске језике (бугарски и српски) као и на грузијски језик. Ови преводи постали су својеврсни извори за све ране словенске историчаре, међу којима је свакако најпознатији Нестор. Kао веома популарно и много читано дело, оно је стално било исправљано, допуњавано и мењано од стране анонимних аутора, тако да реконструкција првобитне верзије представља "један од најтежих проблема византијске филологије" .